# Kochliogonus novarae
Kochliogonus novarae är en mångfotingart som beskrevs av Carl Graf Attems 1950. Kochliogonus novarae ingår i släktet Kochliogonus och familjen Spirostreptidae. Inga underarter finns listade i Catalogue of Life.